# Domaine Vernay
 (juin 2023).
Pour les articles homonymes, voir Vernay.
Le Domaine Georges Vernay est un domaine viticole situé à Condrieu (Rhône), créé par Francis Vernay puis développé par son fils, Georges Vernay, et dirigé aujourd'hui par Christine Vernay qui l'a entièrement qualifié en viticulture biologique.

## Histoire
Créé en 1940 par Francis Vernay, c'est un domaine de la vallée du Rhône nord.
La première vigne en production est située sur le coteau de Vernon, en appellation d'origine contrôlée Condrieu, plantée de viognier.

### Georges Vernay
La notoriété historique est due notamment au fils, Georges Vernay, surnommé « Le pape du Condrieu », mondialement reconnu pour avoir sauvé le viognier et pour avoir donné l'élan à toute une génération de vignerons entre Condrieu et Ampuis. Figure de l'appellation où il a grandi, Georges Vernay a en effet toujours cru en ses terroirs alors que depuis l’après-guerre la culture de la vigne sur les coteaux était pratiquement abandonnée. L’appellation Condrieu comptait environ 6 hectares en 1960 contre environ 210 aujourd'hui. Il décida de défricher dès 1953 et de faire revivre le cépage viognier sur ses coteaux granitiques : pour lui, la magie du viognier ne s’opère qu’en Condrieu.
Parmi les vins de Georges Vernay, les cuvées emblématiques en blanc sont le « Coteau de Vernon » et les « Chaillées de l’Enfer » qu'il crée en 1992.
La ville de Condrieu lui a rendu hommage en inaugurant une place à son nom "Georges Vernay (1926-2017) Vigneron visionnaire, convaincu de l'exception de ce terroir. Il a fait renaître le viognier sur les coteaux de Condrieu."

### Christine Vernay
En 1996 Christine Vernay, née le 16 mai 1957 à Condrieu (Rhône), alors enseignante à l'ENA, décide de prendre la suite de son père Georges Vernay, et prend la direction du domaine, vignes et vinification. Au bout de 10 ans son frère Luc la rejoint pour l'épauler en vignes,, avant de prendre sa retraite en 2020. Sa fille Emma Amsellem, née en 1989, vient de la rejoindre pour apprendre à ses côtés.
Christine Vernay dote le domaine d'une nouvelle cuvée en Condrieu, les « Terrasses de l'Empire » (1998), ainsi que de cuvées en rouge, produites à partir de syrah avec notamment les cuvées de Côte-Rôtie « Maison Rouge » que Christine relance et vinifie dès 1997 et « La Blonde du Seigneur », créée en 1998. S'ajoutent « La Dame Brune » et « Terres d'encre », en appellation Saint-Joseph, puis « Sainte-Agathe » et « Fleur de mai » issues de vignes de syrah en vin de pays.
Christine Vernay est une des rares femmes membre de l'Académie du vin de France et de L'Académie internationale du vin.
En 2020, le domaine est classé trois étoiles par le Guide Vert de La Revue du vin de France.

#### Distinctions de Christine Vernay
- 2011 : Chevalière de l'Ordre national du Mérite[11].
- 2012 : « Vigneron de l’année » par Bettane & Desseauve[12].
- 2014 : Membre de l’Académie du vin de France[3].
- 2018 : Chevalière de l'Ordre du Mérite agricole.
- 2018 : Membre titulaire de l’Académie internationale du vin (AIV)[13].

## Domaine viticole
Le domaine s’étend sur 24 hectares, répartis sur les appellations Condrieu (10 ha), Côte-Rôtie (6 ha), Saint-Joseph (2 ha) et IGP (6 ha). Sur le domaine, 17 hectares sont en forte pente. Le domaine Vernay possède des vignes sur deux des coteaux les plus emblématiques des appellations : Coteau de Vernon et Maison Rouge.

## Bio et biodynamie
Le domaine s'est engagé dès 1996 en faveur d'une culture respectueuse de l'environnement. Avec ses coteaux abrupts, il est entièrement certifié viticulture biologique depuis 2020,  ayant pu prouver que l'on pouvait « faire du bio sur les coteaux » notamment en référence à l'absence de mécanisation dans les vignes en terrasses, pour les traitements et le travail des sols qui demandent plus de travail en viticulture biologique. 
̈Dans ces conditions, des paillages et enherbements sont mis en place pour limiter les besoins de travailler le sol. 
Outre la certification en agriculture biologique sur l'ensemble de ses cuvées (tous les raisins proviennent des vignes du domaine), le domaine est aujourd'hui entièrement travaillé selon les principes de la biodynamie[source insuffisante]. 

## Domaine de Vernon
Situé au pied du coteau de Vernon, le Domaine de Vernon fut au milieu du XIXème siècle la propriété du célèbre architecte René Dardel. Il en fit sa villégiature puis y finit sa vie, a entièrement redessiné la maison de maître qui y figure toujours, ainsi que le parc dans lequel se trouve la maison d'enfance de Georges Vernay et de Christine Vernay.[réf. nécessaire]

### Internet
- Site officiel
- Christine Vernay, le talent en héritage, La Maison française, 2019.
- Rendez-vous avec Christine Vernay, Cuisine inspired, 2019.
- Vérane Frédiani, Elles cuisinent, Hachette, 2018.
- Les Condrieux de Christine Vernay illuminent le millésime 2019, La Route des blancs, 2020.

### Presse
- Coralie Febvre, « Christine Vernay: de l'apprentissage à la consécration », sur La Presse, 20 octobre 2011.
- Arthur Bayon, « Christine Vernay, vigneronne cinq étoiles », sur Leprogres.fr, 25 août 2011.
- Stéphane Reynaud, « Les cuvées de conviction de Christine Vernay" », sur LeFigaro.fr, 3 avril 2018.
- (en) James Molesworth, « Beyond Viognier at Domaine Georges Vernay », sur Wine Spectator, 9 octobre 2019.
- Pierre Casamayor, « Christine Vernay et Emma Amsellem, les dames de Côte Rôtie », sur La Revue du vin de France, mai 2021.
- Bettane & Desseauve, « Christine Vernay porte le Domaine Vernay au sommet de l'appellation » , sur Le Nouveau Bettane&Desseauve, février 2022.
- Christine Vernay, "Dans l'Enfer des Chaillées", Terres de vins n° 106, novembre 2022.
- Stéphane Reynaud, « Christine Vernay, Esprit libre et vins vibrants », sur Le Figaro, 11 mars 2023.

### Vidéos
- [vidéo] « Christine Vernay, viticultrice » sur France 3 Rhône-Alpes, 14 septembre 2016, 7 min.
- Le bio sur les coteaux par Christine Vernay, Assises de la Gastronomie & du Vin (26 avril 2019).
- Catching up with Christine Vernay of Domaine Georges Vernay (avril 2019, 10 min 1s).
- Domaine Georges Vernay. The winemakers (10 juin 2019, 5 min 8 s).
- Wine Not Christine Vernay et Emma Amsellem (8 mars 2021, 3 min 22 s).
- Teaser Webinar, Christine et Emma Vernay (3 mars 2021).
- Domaine Georges Vernay, Christine Vernay | VIVANT (13 octobre 2021).

### Radio
- Déjà debout, Christine Vernay viticultrice à Condrieu invitée de Mathilde Munos, France Inter (24 août 2020).
- Les Héritières, Christine Vernay invitée d'Anne-Sophie Pic, podcast La Tribune (19 avril 2022).